# Бородаевское
Бородаевское — озеро в России, располагается на территории Кирилловского района Вологодской области.
Площадь водной поверхности озера равняется 5 км². Уровень уреза воды находится на высоте 128 м над уровнем моря. Площадь водосборного бассейн озера составляет 49,9 км².
Код объекта в государственном водном реестре — 08010200311110000003939.